# NGC 1925
NGC 1925 is een open sterrenhoop in het sterrenbeeld Goudvis. Het hemelobject werd op 30 november 1834 ontdekt door de Britse astronoom John Herschel.

## Synoniemen
- ESO 85-SC76